# ميشيل هودج
ميشيل هودج (بالإنجليزية: Michelle Hodge)‏ (18 يناير 1975 بنيوزيلندا - ) هي لاعبة كرة قدم نيوزلندية في مركز حراسة المرمى. شاركت مع منتخب نيوزيلندا الوطني لكرة القدم للنساء.